# Samuel Jones (luchador)
Samuel "Sammy" Lee Jones (9 de noviembre de 1993) es un luchador estadounidense de lucha grecorromana. Ganó una medalla de bronce en Campeonato Panamericano de 2016. Tercero en Campeonato Mundial Universitario de 2014.